# Ebo carmineus
Ebo carmineus là một loài nhện trong họ Philodromidae.
Loài này thuộc chi Ebo. Ebo carmineus được Cândido Firmino de Mello-Leitão miêu tả năm 1944.